# Върбовка
 Тази статия е за селото в България.  За растението вижте Върбовка (растение).  
Върбовка е село в Северна България. То се намира в община Павликени, област Велико Търново.

## География
Когато пътувате по железопътната линия София – Варна и след гара Бутово влакът полети по наклона към град Павликени, ако се обърнете неволно на запад, погледът ви се пленява от едно живописно селище в полите на висок горист хълм. Къщите му са накацали една над друга сред зеленина като на град Велико Търново. Това е село Върбовка.
Селото е разположено на 9 километра на запад от град Павликени на важния римски кръстопът от Августа Траяна (Стара Загора) за
Нове край (Свищов) и от Мелта (Ловеч) за Никополис ад Иструм край Търново). На 2 километра северно от селото се намира красивата местност „Косматица“ със стари дъбови и липови гори, с кристално бистра вода и с трудно достъпния си връх Камъка, с развалини от крепостни стени и кули, неми свидетели на много древни битки и победи. На 1 километър по-далеч лъкатуши с бистрите си и благодатни води река Ломя, приток на Осъм. Малко по на североизток в землището на селото се издига най-високият хълм в Дунавската равнина Чатал тепе. На 4 километра от селата е прочутата карстова местност Конски дол с дълбоките си пещери, високи скали и буйни извори. На 1 километър югоизточно от селото са местностите „Ванковица“ и „Гостьовица“ – известни с многото старини от тракийско, римско и славянско време.

## История
Още преди 5 хиляди години в землището на с. Върбовка е имало селище на първобитните хора. Неопровержими доказателства за това са намерените стотици каменни оръдия на труда като чукове, брадви, длета, шила, ножове и др.
На 17 май 1867 г. начело на чета от 35 души Филип Тотю преминава река Дунав при Свищов. Целта е да се съедини в Стара планина с четата на Панайот Хитов, преминала Дунав на 29 април. В гората Пустията при с. Върбовка, четата е обградена от военни части и башибозуци. През нощта оцелелите се изтеглят към Балкана.
През 1939 година по инициатива на ръководената от комунистически активисти Плевенска земеделска камара 23 жители на селото основават земеделска кооперация по модела на съветските колхози.

## Население
Преброяване на населението през 2011 г.
Численост и дял на етническите групи според преброяването на населението през 2011 г.:
|                     | Численост | Дял (в %) |
| Общо                | 1333      | 100,00    |
| Българи             | 289       | 21,68     |
| Турци               | 298       | 22,35     |
| Цигани              | 50        | 3,75      |
| Други               | 0         | 0,00      |
| Не се самоопределят | 0         | 0,00      |
| Неотговорили        | 694       | 52,06     |

## Личности
Родени
- Борис Недков (1910 – 1975), учен-ориенталист, професор